# Повіт Румой
Пові́т Румо́й (яп. 留萌郡, るもいぐん, МФА: [ɾumoi̯ guɴ]) — повіт у Японії, в окрузі Румой префектури Хоккайдо.